# Voodoo (King Diamond)
Voodoo è l'ottavo album della band heavy metal King Diamond, pubblicato il 24 febbraio 1998. È un concept album che narra la storia di una famiglia che si stabilisce in una casa adibita a santuario Voodoo e la loro fuga da essa.

## Tracce
1. Louisiana Darkness – 1:45
2. "LOA" House – 5:34
3. Life After Death – 5:41
4. Voodoo – 4:34
5. A Secret – 4:05
6. Salem – 5:18
7. One Down Two to Go – 3:45
8. Sending of Dead – 5:41
9. Sarah's Night – 3:23
10. The Exorcist – 4:52
11. Unclean Spirits – 1:50
12. Cross of Baron Samedi – 4:30
13. If They Only Knew – 0:32
14. Aftermath – 10:40 – Il brano "Aftermath" dura 1:37. Dopo 7 minuti di silenzio (1:37 - 8:37), si può trovare una traccia nascosta, che si tratta del brano "Unclean Spirits" suonata al contrario.

Durata totale: 62:10

## Formazione
- King Diamond - voce, tastiere
- Andy LaRocque - chitarra, tastiere
- Dimebag Darrell - chitarra nel brano "Voodoo"
- Herb Simonsen - chitarra
- Chris Estes - basso, tastiere
- John Luke Hebert - batteria